# Брђани (Решетари)
Брђани су насељено место у саставу општине Решетари у Бродско-посавској жупанији, Република Хрватска.

## Историја
До територијалне реорганизације у Хрватској налазили су се у саставу старе општине Нова Градишка.

## Становништво
На попису становништва 2011. године, Брђани су имали 252 становника.

## Попис1991.
На попису становништва 1991. године, насељено место Брђани је имало 351 становника, следећег националног састава:
| Попис 1991.‍ | Попис 1991.‍ | Попис 1991.‍ | Попис 1991.‍ | Попис 1991.‍ |
| ----------- | ----------- | ----------- | ----------- | ----------- |
|             |             |             |             |             |
| Хрвати      | Хрвати      |             | 329         | 93,73%      |
| Срби        | Срби        |             | 15          | 4,27%       |
| Југословени | Југословени |             | 5           | 1,42%       |
| Чеси        | Чеси        |             | 1           | 0,28%       |
| непознато   | непознато   |             | 1           | 0,28%       |
| укупно: 351 |             |             |             |             |